# Tom Wilson (productor musical)
Thomas Blanchard Wilson Jr., más conocido como Tom Wilson (25 de marzo de 1931 - 6 de septiembre de 1978) fue un Productor Musical norteamericano conocido por su trabajo en la década de 1960 con artistas de la talla de Bob Dylan, The Mothers of Invention, Simon and Garfunkel, The Velvet Underground, Cecil Taylor, Sun Ra, Eddie Harris, Nico, The Blues Project, entre otros.

## Biografía

### Orígenes
Wilson nació el 25 de marzo de 1931. De origen afroamericano, sus padres fueron Thomas Blanchard y Fannie Odessa (Brown) Wilson. Se crio en Waco, Texas, donde asistió a la A.J. Moore High School, y fue miembro de la Iglesia Bautista New Hope. Era conocido por sus iniciales, T.B., en su juventud. Mientras asistía a la Universidad de Fisk, Wilson fue invitado a la Universidad de Harvard donde se involucró a la Harvard New Jazz Society y la estación de radio WHRB; donde conoció y aprendió todo lo relacionado con el negocio de la música.[cita requerida]
Tras graduarse en Harvard, él pidió prestado $ 900 para fundar Transition Records, un sello especializado en jazz. La etiqueta dio a conocer varios álbumes, incluyendo Jazz By Sun Ra (también conocido como Sun Song), el cual fue el álbum debut de Sun Ra y Jazz Advance de Cecil Taylor.
Su trabajo en Transition Records lo ayudó a conseguir un trabajo con United Artists Records en 1957. Luego pasó a trabajar como productor de varios sellos de jazz, incluyendo Savoy Records, donde volvió a producir a Sun Ra en 1961.

### Columbia Records
Posteriormente ingresó como promotor a la discográfica Columbia Records donde cambia su trabajo a descubrir y producir artistas de Folk rock para el sello, produciendo tres de los álbumes más destacados de Bob Dylan en la década de 1960: The Times They Are a-Changin', Another Side of Bob Dylan, y Bringing It All Back Home, además del sencillo de 1965, "Like a Rolling Stone." Wilson fue productor de cuatro canciones en el disco de Dylan The Freewheelin' Bob Dylan, siendo sustituido por John Hammond en 1963.
Wilson produjo el álbum debut de Simon & Garfunkel en 1964 Wednesday Morning, 3 A.M. que incluía "The Sounds of Silence". Aprovechando el interés de las radios locales en Florida por esta canción e inspirado en el gran éxito de The Byrds con la versión de Dylan "Mr Tambourine Man", Wilson tomó la pista original la cual era totalmente acústica, sin el conocimiento de Simon & Garfunkel, y agregó instrumentos eléctricos sobredoblados, convirtiendo la pista en un hit pop (el cual llegó a ser número uno en las listas del Top 100 de Billboard), ayudando a poner en marcha el género Folk rock. Simon y Garfunkel, quienes ya se habían separado inicialmente, rearmaron el dúo después del lanzamiento del sencillo y comenzaron una carrera ascendente que los llevó al éxito.
Después de trabajar con Wilson, tanto Dylan como Simon & Garfunkel trabajaron con otro productor: Bob Johnston, quien produjo varios álbumes para ambos artistas.

### Verve/MGM Records
A principios de 1966, Wilson ficha por MGM Records donde descubre y firma a The Mothers of Invention para el sello subsidiario Verve Records y fue acreditado como productor en el álbum debut del grupo Freak Out!, aunque en general se cree que el líder del grupo, Frank Zappa, realizó el trabajo de producción real en el estudio de grabación.
Posteriormente, luego de la marcha de Mickie Most como productor de The Animals, Wilson se convirtió en su productor, hasta que la banda original se disolvió en 1967. Después de la salida de Andy Warhol como mánager y productor de The Velvet Underground, Wilson se convirtió en el productor de la banda, y con la colaboración de Lou Reed y John Cale produjo el álbum debut de Nico. Otros de los trabajos destacados de Wilson en MGM/Verve están la producción del LP debut de The Blues Project Projections en 1966, con la participación de Al Kooper, además de coproducir el álbum debut de Soft Machine del mismo nombre de la banda con Chas Chandler en 1968.
Wilson falleció después de un ataque cardíaco en Los Ángeles en 1978.

## Aportes
Wilson es considerado como uno de los productores más destacados de la década de 1960 (junto a Phil Spector, George Martin, Brian Wilson y Teo Macero). Se ha dicho sobre el que tenía la habilidad de "poner a la gente adecuada para los proyectos adecuados". Además se le reconoce una importante contribución al cambio del sonido acústico de Dylan a uno más pesado, cercano al rock and roll, con la producción de sus primeras grabaciones de rock en Bringing It All Back Home.

## Discografía seleccionada
- 1956: Sun Ra: Sun Song
- 1956: Cecil Taylor: Jazz Advance
- 1961: Sun Ra: The Futuristic Sounds of Sun Ra
- 1963: Bob Dylan: The Freewheelin' Bob Dylan (4 canciones, sin acreditar)
- 1964: Bob Dylan: The Times They Are a-Changin'
- 1964: Bob Dylan: Another Side of Bob Dylan
- 1965: Simon and Garfunkel: Wednesday Morning, 3 A.M.
- 1965: Simon and Garfunkel: "The Sound of Silence"
- 1965: Bob Dylan: Bringing It All Back Home
- 1965: Bob Dylan: "Like a Rolling Stone" (el resto del álbum Highway 61 Revisited, fue producido por Bob Johnston)
- 1966: The Mothers of Invention: Freak Out!
- 1966: The Animals: Animalisms (UK) / Animalization (US)
- 1966: Eric Burdon & The Animals: Eric Is Here
- 1966: The Blues Project: Projections
- 1967: The Mothers of Invention: Absolutely Free
- 1967: Eric Burdon & The New Animals: Winds of Change
- 1967: The Velvet Underground: The Velvet Underground & Nico (como editor de posproducción, re-mezclas y producción de la canción "Sunday Morning")
- 1967: Nico: Chelsea Girl
- 1968: The Velvet Underground: White Light/White Heat
- 1968: The Mothers of Invention: We're Only In It For The Money (Acreditado como Productor Ejecutivo)
- 1968: Eric Burdon & The Animals: The Twain Shall Meet
- 1968: Soft Machine: The Soft Machine (Coproductor)
- 1968: The Fraternity of Man: The Fraternity of Man